# Anasazis
Cet article possède des paronymes, voir Anastasi et Anastasie.

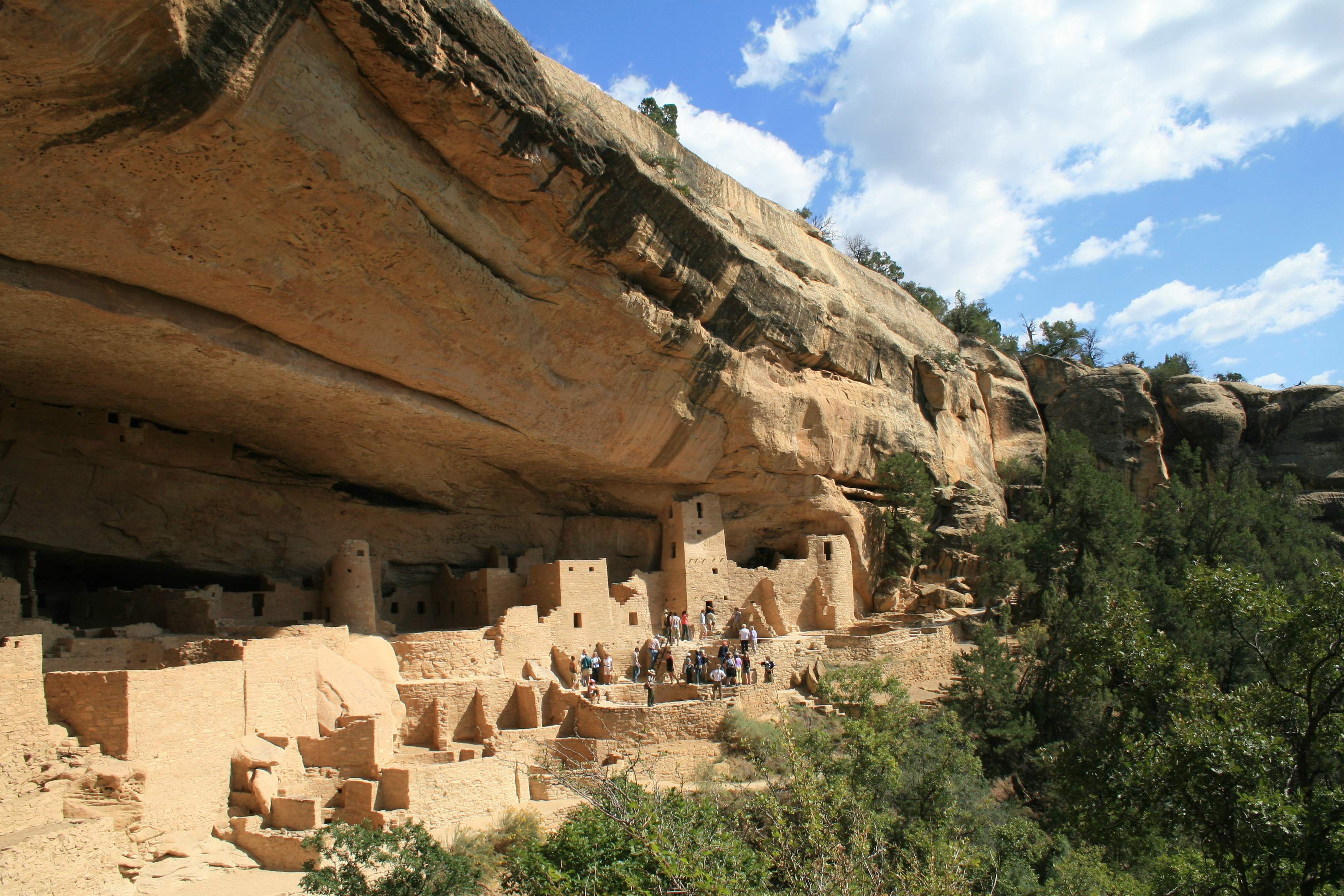
Cliff Palace, vestiges d'un site anasazi dans le parc national de Mesa Verde.

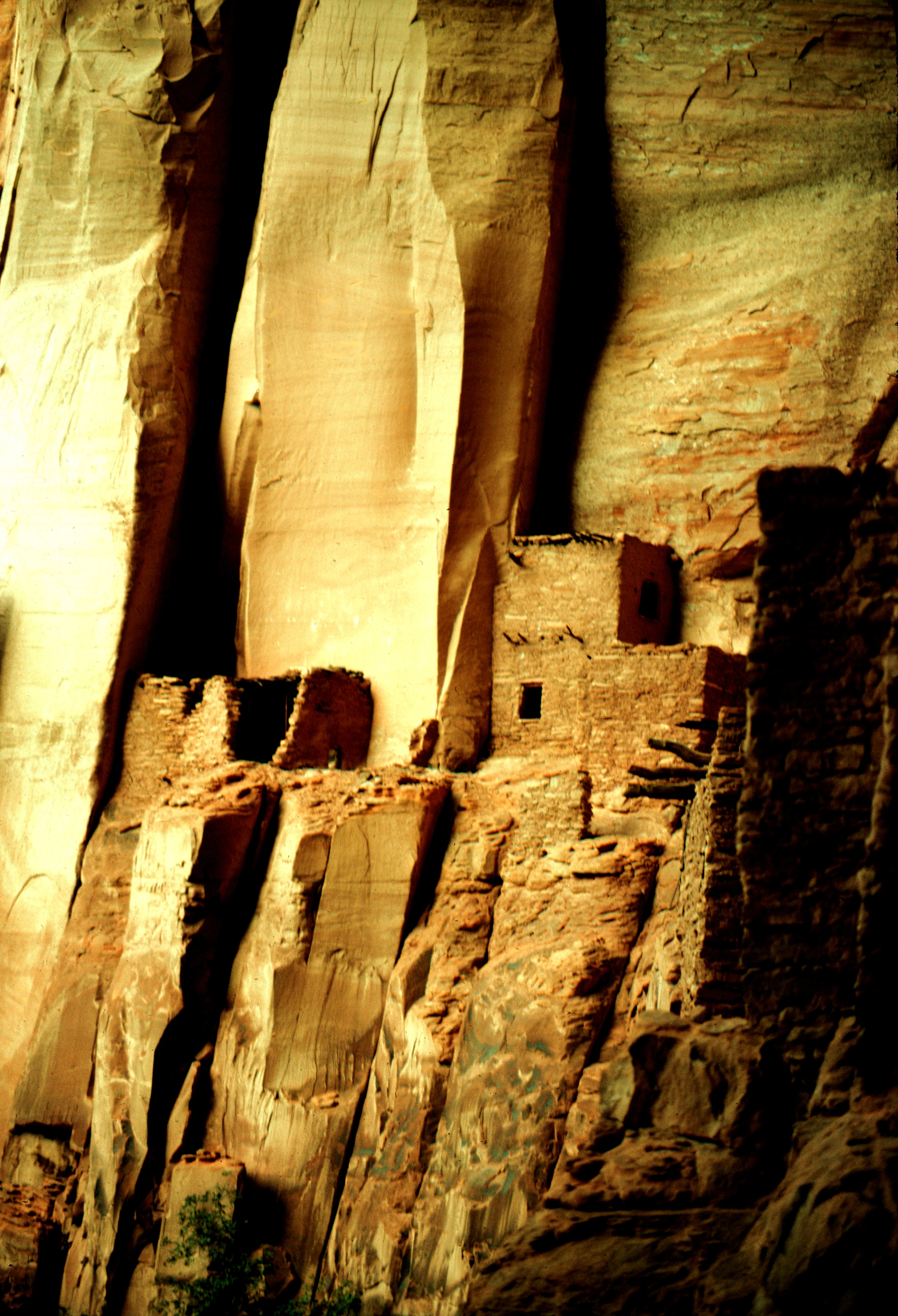
Ruines de pueblo anasazi en adobe, Cañón de Chelly, Arizona.

Les Anasazis sont des autochtones du sud-ouest de l'Amérique du Nord qui étaient répartis en plusieurs groupes dans les États actuels du Colorado, de l'Utah, de l'Arizona et du Nouveau-Mexique. Leur culture, similaire à certaines autres cultures d'Oasisamérique comme les Hohokams et les Mogollon, a laissé de nombreux vestiges monumentaux et culturels sur plusieurs sites, dont deux sont classés sur la liste du patrimoine mondial établie par l'UNESCO. Ces vestiges témoignent d'une maitrise de techniques de céramique, de tissage, d'irrigation, d'observations astronomiques et d'un système d'expression pictural. Les descendants actuels des Anasazis, les Zuñis et les Hopis de l'Arizona et du Nouveau-Mexique, perpétuent certaines de leurs traditions.

## Présentation

### Terme «anasazi»
On ignore, faute de textes anciens, par quel nom les Anasazis se désignaient eux-mêmes. Cette civilisation ayant disparu avant l'arrivée des Européens en Amérique, on utilise depuis les années 1830 le mot « Anasazi » (mot inventé par les explorateurs militaires américains en écoutant les guides navajos évoquer les sites archéologiques où ces pueblos vivaient), signifiant « les anciens » ou « anciens ennemis » en langue navajo pour désigner toutes les cultures vivant dans les Pueblos. Quand le mot « Anasazi » a été inventé par Richard Wetherill (en), la signification « ancien ennemi » n'était apparemment pas connue.
Quant aux Pueblos historiques, leur nom vient du mot espagnol « village », car les conquistadores avaient été frappés par l'architecture de leurs communautés. Les Américains utilisent aujourd'hui de plus en plus l'expression « Ancient Pueblos » ou « Ancestral Puebloans ».
Les autochtones Hopis utilisent le mot « Hisatsinom », signifiant simplement « anciens habitants » dans leur propre langue, plutôt que celui d'Anasazi, jugé trop péjoratif pour désigner leurs propres ancêtres. Enfin, il ne faut pas confondre la culture « anasazi » et les cultures semblables qui ont évolué dans la même région : les Hohokams, les Mogollons et les Patayans, des peuplades ayant disparu avant le XVIe siècle.

### Sources
Plusieurs types de sources existent pour reconstituer la civilisation des Anasazis :
- les récits traditionnels des pueblos autochtones (les Puebloan peoples (en)), qui se transmettent oralement depuis des générations. L'artisanat et les croyances des descendants des Anasazis permettent de formuler un certain nombre d'hypothèses sérieuses ;
- les témoignages des conquistadores espagnols qui explorèrent la région à partir du XVIe siècle. La plus importante de ces expéditions fut celle de Francisco Vásquez de Coronado qui était parti chercher les « cités d'or » de Quivira et Cíbola[3]. Les chroniques et les lettres envoyées par les explorateurs sont une source précieuse d'informations, à condition de les prendre avec précaution. À la fin du XIXe siècle, le fermier Charley Mason et les frères Wetherill découvrirent les principaux sites anasazis[3] ;
- les fouilles archéologiques, qui commencèrent vraiment avec le Suédois Gustaf Nordenskiöld (1868-1895)[5]. Le climat aride de la région a permis la bonne conservation de milliers d'objets faits de fibres végétales : atlatl en bois, flèches en roseau, tissus en coton, ou animales : tendons, cuirs. De même, le milieu sec a préservé plusieurs squelettes qui ont été étudiés par les anthropologues, et qui donnent des renseignements sur la santé, l'alimentation et la morphologie des Anasazis.

### Chronologie

La région des cultures anasazi, hohokam et mogollon.

#### Contexte général
D'après les données génétiques, le peuplement amérindien du continent américain au sud de l'Alaska remonte à environ 16 000 ans avant le présent (AP). Les Paléoindiens se sont alors rapidement diffusés sur l'ensemble du continent jusqu'à la Terre de Feu. La mégafaune des Amériques s'est éteinte graduellement (mammouths, paresseux terrestres, etc.). À l'issue de la dernière période glaciaire, le climat s'est brutalement réchauffé vers 11 700 ans AP, marquant l'entrée de la planète dans l'Holocène. Plus au sud, en Mésoamérique, les autochtones pratiquaient la culture du maïs dès le IIIe millénaire av. J.-C. Ils ont produit des civilisations successives à partir du Ier millénaire av. J.-C. : Teotihuacan, Toltèques, Zapotèques (Oaxaca) et enfin Aztèques, contemporains de l'apogée de la culture anasazie. Avec l'arrivée des conquistadors espagnols au XVIe siècle, les cultures autochtones ont connu des mutations radicales. Les royaumes et les empires ont été détruits, tandis que plus au nord les pueblos autochtones avaient déjà remplacé les Anasazis.

#### Périodisation de la culture anasazie
L'histoire de ce peuple reste mal connue, faute de témoignages écrits. Les travaux des archéologues permettent néanmoins d'entrevoir plusieurs phases chronologiques, dont les dates sont approximatives : la région du sud-ouest des États-Unis a d'abord été occupée par les peuples de la tradition Sohara (vers 5500 av. J.-C. – vers 400 ap. J.-C.). Les Anasazis succédèrent au VIIIe siècle ap. J.-C. aux Basketmakers (en), les « vanniers », établis dans ces territoires montagneux et semi-arides, quelque temps avant l'ère chrétienne. La sédentarisation progressive de ces chasseurs-cueilleurs, liée au développement de l'agriculture, aboutit à l'émergence d'une nouvelle culture dite de Pueblo, en référence aux villages constitués de maisons en briques de terre que les Anasazis du Mesa Verde construisirent à l'abri des falaises des grands canyons, dans une région accidentée et verdoyante située au cœur du désert du Colorado. Les débuts (période Pueblo I, de 700 à 900) sont caractérisés par la construction de petites maisons isolées (« maisons-puits »), et par l'apparition de la culture du coton irriguée. Si la période Pueblo II (de 900 à 1100) marque un apogée qui se manifesta par un enrichissement des parures, Pueblo III (de 1100 à 1300) connut un refoulement des divers Anasazis dans le seul Mesa Verde, et le retour à un habitat troglodytique rudimentaire.
À partir de 1300, les Anasazis se réfugièrent dans la vallée du Río Grande et au centre de l'Arizona. On finit par perdre leur trace avant l'arrivée des Européens. Les causes de cet exode restent mystérieuses : en l'absence de documents écrits et en l'état des connaissances actuelles, on ne sait si un changement climatique a touché les récoltes, si l'environnement s'est soudainement dégradé (déforestation, manque de terres cultivables), si la pression démographique est devenue trop forte (surpopulation), si des problèmes d'ordre politique sont apparus ou si des guerres ont ruiné la région.
La dendrochronologie montre qu'il y eut une sécheresse à la fin du XIIIe siècle, mais il y en eut d'autres avant cette époque. Les études ont mis en évidence une période très humide dans la région entre 1300 et 1340. À Kayenta, la population s'exile seulement 15 ans après le début de la Grande Sécheresse. Les archéologues ont démontré que, malgré la sécheresse, plusieurs cours d'eau ont continué à couler et que certaines communautés auraient pu rester si elles l'avaient voulu. D'autres spécialistes ont montré que le climat a pu se refroidir,. Sur le site de Sand Canyon Pueblo, dans le Colorado, les habitants connurent une phase de retour à la chasse et à la cueillette, du fait des mauvaises récoltes ; ils fortifièrent également leur village et ils furent attaqués.

## Apogée des Anasazis (1000-1300apr. J.-C.)

### Situation et environnement naturel
Les archéologues ont retrouvé des vestiges de cette culture dans quatre États américains : l'Arizona, l'Utah, le Nouveau-Mexique et le Colorado. Comme ces États se touchent par un coin, on désigne cette région sous le nom anglais de Four Corners (région des « Quatre Coins »). Les conditions naturelles rendent la vie difficile dans ces contrées : l'aridité marque la plupart des espaces, qui prennent un aspect désertique (désert de Sonora) ou semi désertique. Les deux plus grands fleuves coulent du nord vers le sud et sont le Río Grande, se jetant dans le golfe du Mexique, et le Colorado qui se jette dans le golfe de Californie. Les arroyos sont des cours d'eau temporaires qui se remplissent au moindre orage. De plus, les Anasazis étaient responsables de la déforestation de leur territoire. Ils cueillaient par exemple les feuilles du yucca pour les tresser. Ils maîtrisaient les techniques agricoles, l'irrigation, et s'adaptèrent aux contraintes du milieu. Les produits qu'ils ne trouvaient pas sur place étaient importés d'autres régions.
L'altitude est une autre contrainte : les hivers sont froids et la neige peut recouvrir le sol. L'écart des températures entre l'hiver et l'été est important. À l'est, les montagnes Rocheuses culminent à plus de quatre mille mètres d'altitude. L'aire occupée par les Anasazis s'étendait sur de hauts plateaux (plateau du Colorado), parcourus par des fleuves coulant dans des vallées encaissées. Les habitants s'étaient surtout installés sur les mesa, terme espagnol signifiant « table », des plateaux rocheux balayés par les vents. La géologie de la région est assez complexe, mais elle offre toutes sortes de matériaux, du grès aux roches d'origine volcanique. La flore et la faune dépendent de la nature du sol, des précipitations et de l'altitude.

### Cultures voisines
Les Anasazis étaient en contact avec d'autres cultures autochtones d'Amérique proches (voir la carte) : les Hohokams et les Mogollons sont les plus connus. Ils partageaient de nombreux traits communs avec les Anasazis, au point que certains historiens les regroupent dans une même catégorie : agriculture irriguée, chasse, villages en adobe, en briques ou en pierre, poterie décorée, relations commerciales avec la Mésoamérique. Mais on sait que les Hohokams incinéraient leurs morts et que les Mogollons pratiquaient davantage la chasse que l'agriculture.

## Des villages aujourd'hui abandonnés

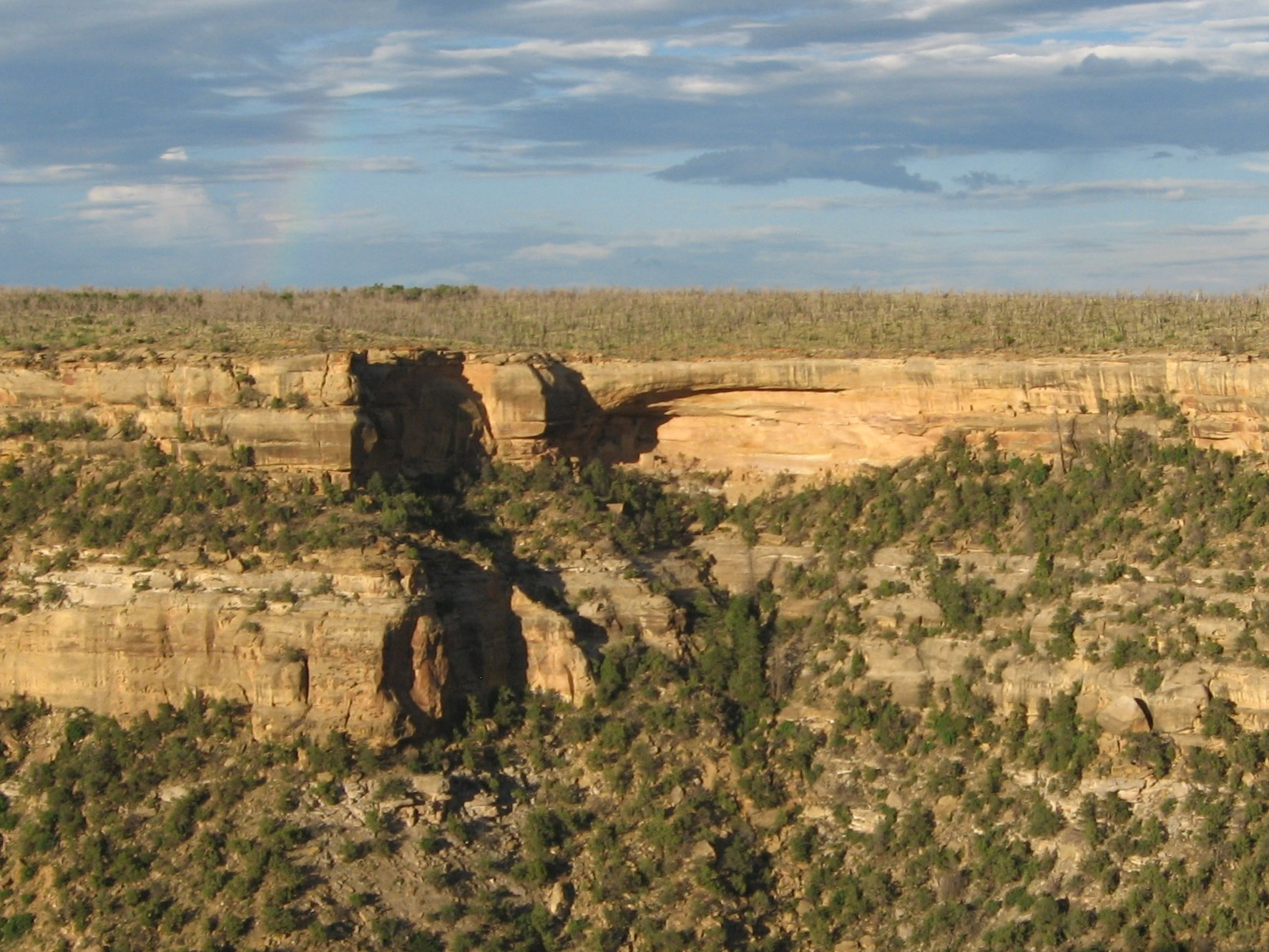
Hemenway House, structure troglodytique, comté de Montezuma, Colorado.

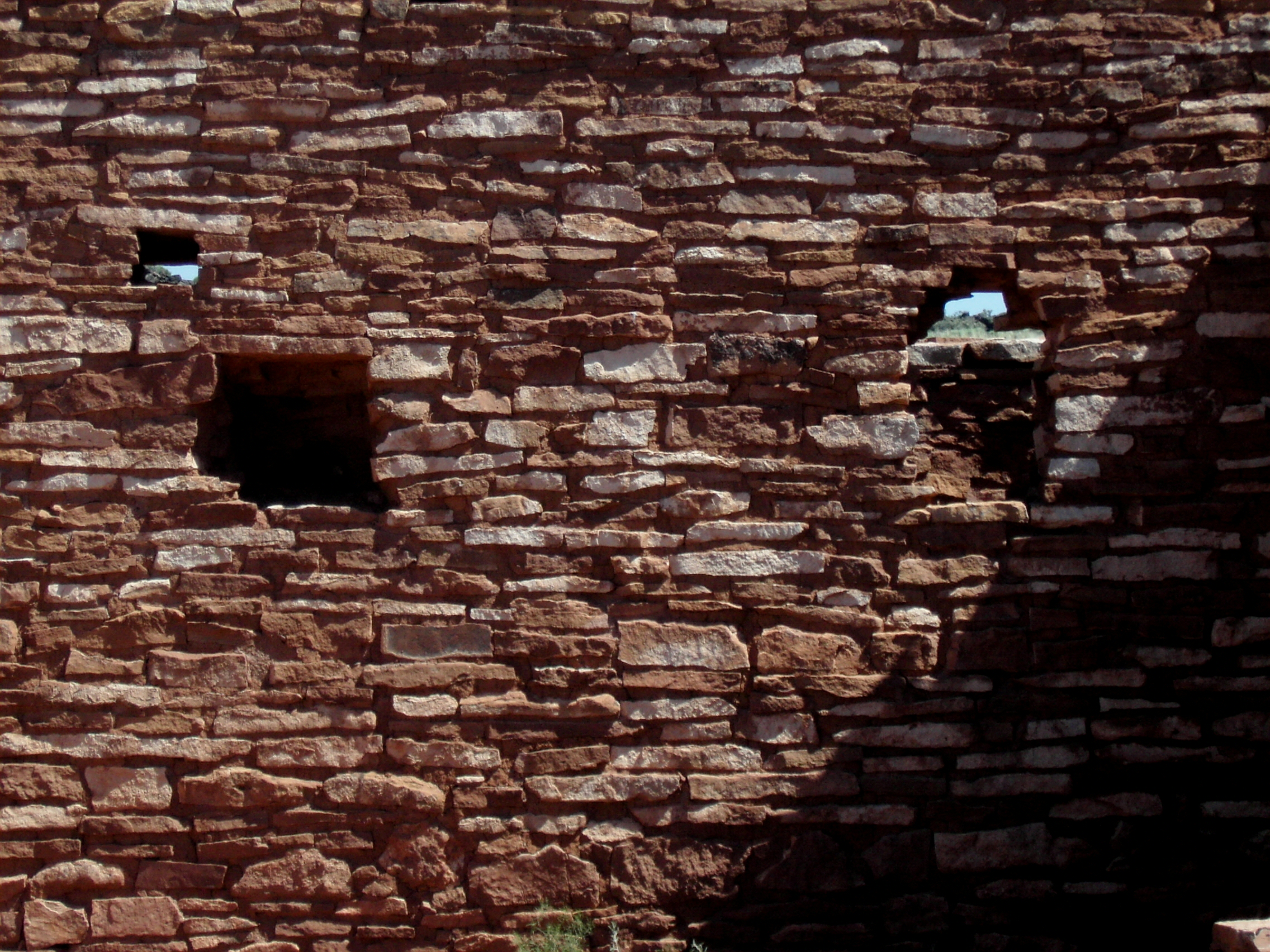
Les matériaux utilisés pour les habitations. Wupatki National Monument, Arizona.

L'archéologie révèle une grande variété de maisons et de villages anasazis. Les plus anciennes habitations étaient bien modestes : il s'agissait de petites maisons primitives, chacune assez grande pour loger une famille. Elles étaient aménagées dans des fondations peu profondes (maisons-puits). Leur toit était constitué de terre et de branchages. Le foyer se trouvait au centre. Ces habitations primitives se sont regroupées à la faveur de la croissance démographique pour former des hameaux. Cette croissance des villages manifeste une organisation collective plus ou moins consciente de l'espace. À partir du Xe siècle, ces villages pouvaient abriter plusieurs centaines d'habitants. Ils s'implantaient sur des sites de plateau (Chaco Canyon, 950-1100) ou des abris naturels (falaises de Mesa Verde, 1100-1300).
Les Anasazis savaient choisir des sites naturels exceptionnels pour s'installer : plusieurs villages ont été ainsi construits à l'abri d'imposantes falaises, au XIIIe siècle. Creusées dans les parois de gigantesques canyons, les habitations troglodytiques attirent toujours la curiosité des touristes. Ce type d'habitat présentait l'avantage d'offrir une protection contre la pluie ou la neige. L'orientation des villages préservait la communauté du froid en hiver et de la canicule en été. De plus, de tels sites constituaient un rempart naturel contre d'éventuelles attaques. En revanche, les champs étaient plus éloignés des habitations et moins accessibles pour leurs occupants.
Leurs murs étaient faits d'une sorte de torchis (appelé jacal au Mexique) appliqué sur un treillage. Les constructions les mieux conservées aujourd'hui comportaient une structure de pierres sèches, solidarisées par du mortier, et des briques cuites étaient parfois utilisées. Dans différents villages, certaines maisons ont gardé des traces de peintures décoratives, sur des revêtements en plâtre, en argile ou en adobe.
Le toit était un couvert de couches d'argile et de branchages maintenus sur des rondins de bois. Les maisons ne comptaient qu'un seul niveau au début, mais pouvaient s'agrandir vers le haut, en y ajoutant un ou deux étages supplémentaires. Plusieurs pièces rectangulaires étaient réservées à l'entreposage de la nourriture au rez-de-chaussée. La vie quotidienne se déroulait surtout sur les terrasses de ces habitations : espace de travail pour la préparation du maïs et le tissage, et espace de socialisation.
Dans les villages, les archéologues se sont beaucoup intéressés aux places (plaza) et aux kivas : ces pièces étaient dévolues au travail ou au repos dans les premiers temps. Les grandes kivas semblent avoir servi de lieu de cérémonies religieuses pour la communauté.

## Alimentation et cuisine

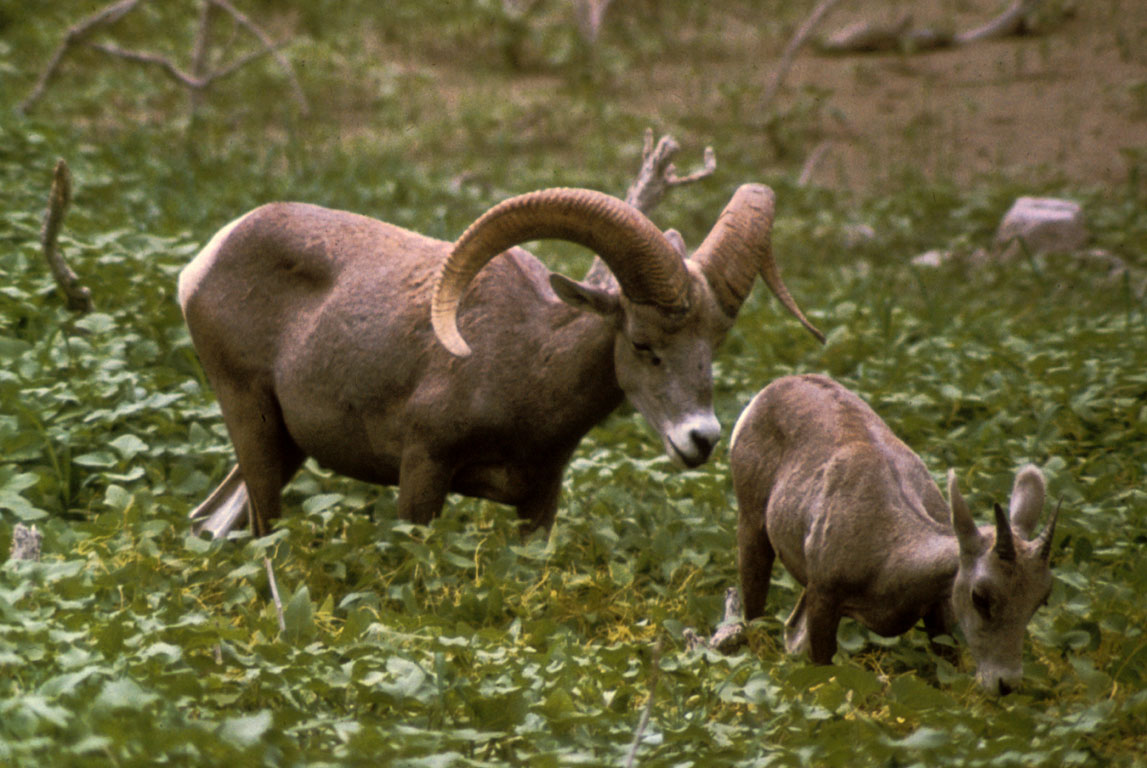
Mouflons : les Anasazis chassaient parfois ces animaux dans les zones montagneuses.

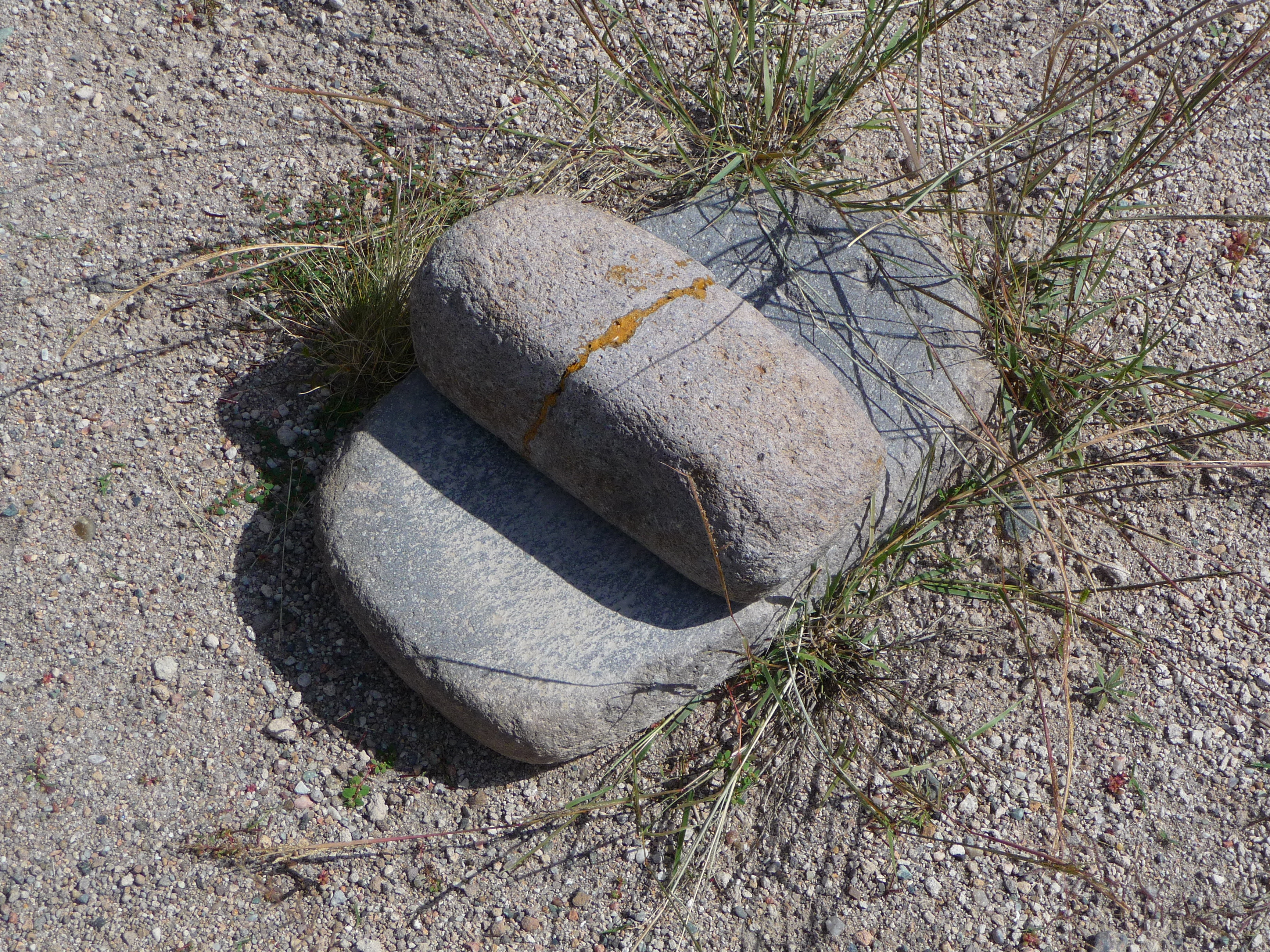
Meule.

Agriculteurs sédentaires, les Anasazis cultivaient les champs proches de leurs habitations. Ils récoltaient le maïs (depuis -2000), base de leur alimentation, les courges (depuis -800) , les haricots (depuis -600), les calebasses et le tabac. Ces plantes étaient originaires de la Mésoamérique et occupent une place fondamentale dans les civilisations précolombiennes. Les champs s'étendaient sur les espaces plats (mesas, plaines…) jusqu'à 2 100 mètres d'altitude. Plus haut, les conditions climatiques rendaient la culture trop difficile. Leurs instruments aratoires étaient faits de pierre et de bois (houe, pelle, bâton à fouir…) : les Anasazis ne maîtrisaient pas les techniques de la métallurgie.
En revanche, ce peuple a progressivement adopté les techniques d'irrigation du Mexique : en puisant l'eau des fleuves (Rio Grande), et en constituant des réserves d'eau de pluie. La construction de petits barrages, de canaux et de réservoirs nécessitait une certaine organisation de la communauté.
Une partie du grain était entreposée en prévision des mauvaises récoltes. Certaines cérémonies religieuses devaient appeler la protection des esprits sur les récoltes. Le maïs et les courges étaient séchés et conservés. Les pommes de pin étaient détachées à l'aide de perches avant d'être chauffées pour en libérer les pignons. Ces derniers étaient consommés directement, ou écrasés et préparés en galettes. Les graines de tournesol devaient être écossées et entreposées dans des jarres. Les céréales étaient gardées dans des récipients fermés, afin de les protéger des rongeurs et des insectes.
Au VIe siècle apparut un style de poteries décorées de figures (lignes, points) reprenant sans doute des décors simples de vannerie. Plus tard, le style devint plus complexe : des représentations d'animaux ou d'êtres humains furent dessinées. Les couleurs utilisées étaient différentes selon les régions : noir et blanc dans le Colorado, noir et rouge dans le nord de l'Arizona, rouge et chamois dans l'Utah. La poterie était souvent richement décorée de motifs incrustés, avant cuisson, au moyen de divers objets (épis de céréales, tige de yucca ou coquillages).
Même s'ils avaient renoncé au mode de vie nomade depuis des siècles, les autochtones du Sud-Ouest américain n'ont jamais complètement abandonné la chasse et la cueillette pratiquée par leurs ancêtres. Pignons, baies, fruits sauvages (figues de barbarie) constituaient une nourriture d'appoint. Ils trouvaient du gibier sur les plateaux (bisons, cervidés, antilopes) et dans les montagnes (cervidés, wapitis, mouflons). Les animaux plus petits (lapins, écureuils, oiseaux…) étaient capturés au moyen de pièges et de filets en yucca et constituaient la principale source de viande.
Les animaux plus grands étaient débités sur le lieu de chasse. La viande était accommodée en ragoûts ou bien hachée. On appréciait également la moelle des os et on gardait la peau et les tendons pour d'autres usages. L'élevage des dindes fournissait des plumes et leur viande était une source de protéines. Comme les chiens, elles servaient aussi d'animal de compagnie.
Pour préparer le repas, un feu était allumé en frottant un bâton sur une plaque de bois. Le foyer était ensuite entretenu dans un trou creusé à même sol. Pour cuisiner, on se servait d'ustensiles en terre cuite, en bois ou en os. Pour faire bouillir de l'eau, on ne pouvait pas allumer un feu sous une poterie : cela l'aurait détruite, des pierres brûlantes étaient déposées au fond du récipient afin qu'elles chauffent le liquide.
Des traces de cannibalisme ont été retrouvées sur d'anciens sites anasazi comme celui de Cowboy Wash (IXe et Xe siècles). Dans les années 1990, les archéologues Christy et Jacqueline Turner ont découvert des traces d'anthropophagie peut-être rituelle sur le site de Chaco Canyon.

## Croyances

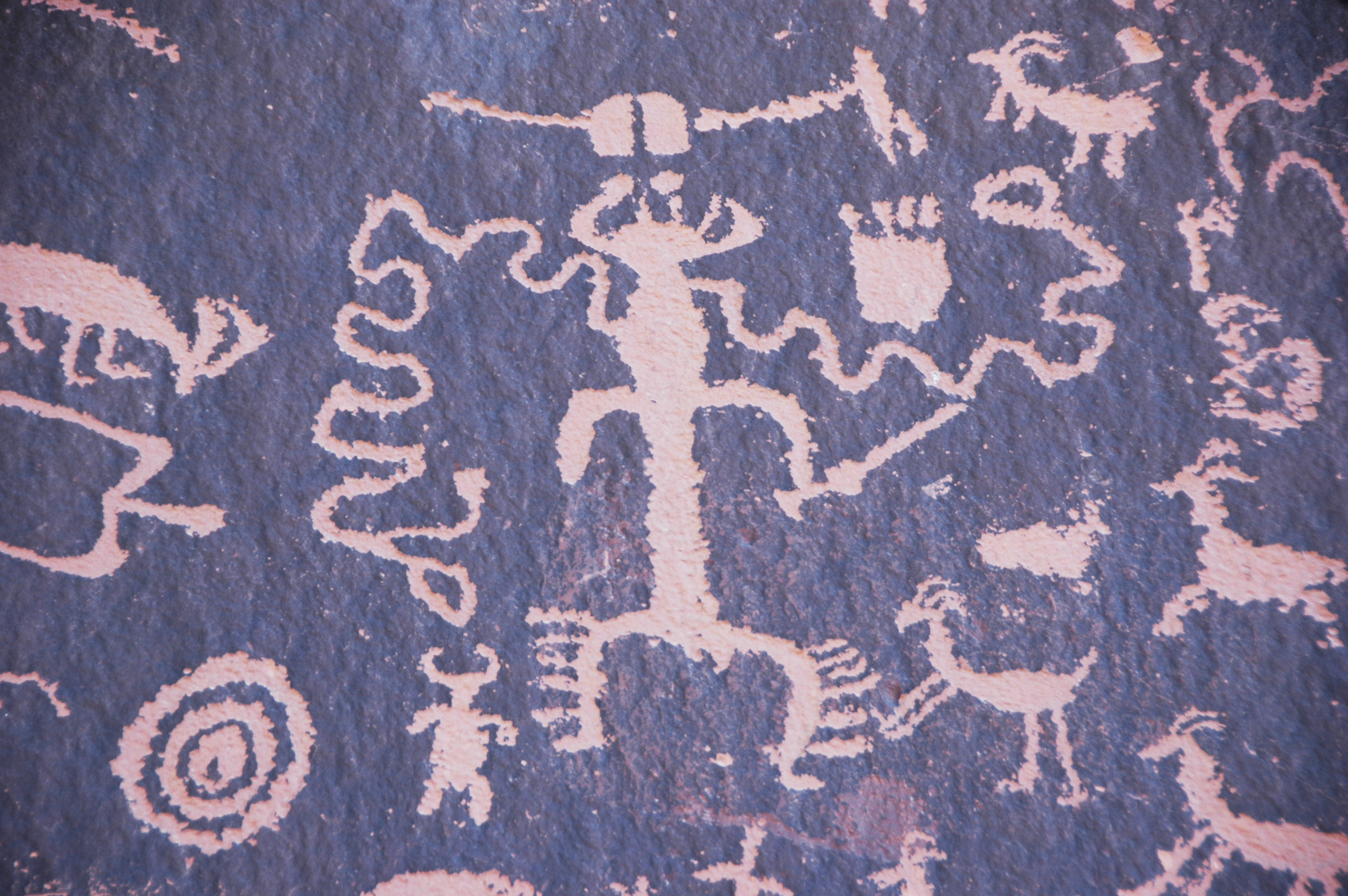
Pétroglyphes, Newspaper Rock, Utah.

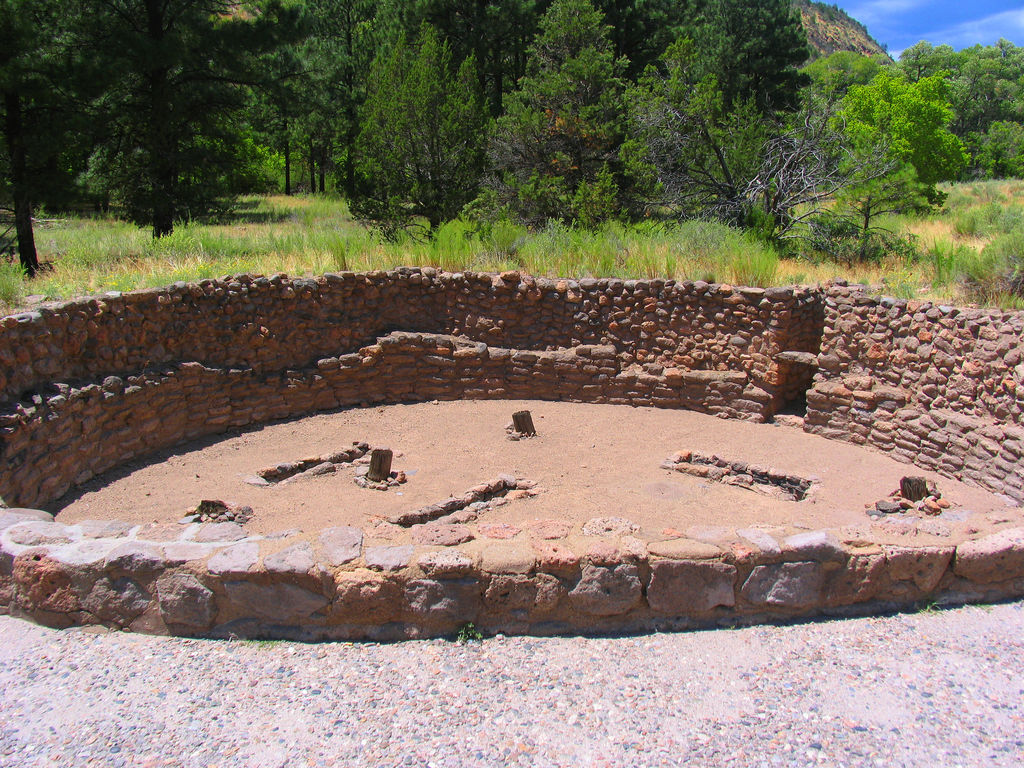
Kiva anasazie, Bandelier National Park, Nouveau-Mexique.

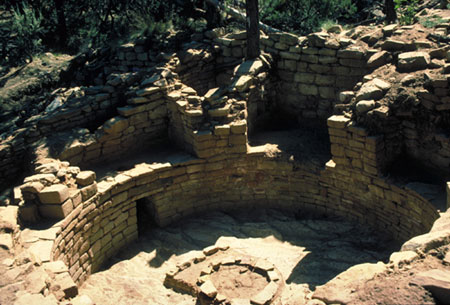
Kiva en ruines, Canyons of the Ancients National Monument.

Les Anasazis ont laissé de nombreux pétroglyphes dans le désert américain, sur des falaises en grès. Il s'agit de dessins plus ou moins stylisés, gravés par endroits sur la paroi des canyons. Certains de ces graffitis étaient peints directement sur la roche. Ils peuvent être isolés ou couvrir plusieurs mètres carrés. Les archéologues ne peuvent faire que des suppositions quant à leur signification : 
- ces dessins figurent souvent des animaux et témoignent de l'importance de la chasse ;
- d'autres signes seraient des cartes rudimentaires pointant vers des sources ou des villages ;
- la figuration de céréales représente une bonne récolte ;
- certains motifs représentent une famille ou un groupe d'hommes ou des scènes de danse ;
- les spirales, dont certaines atteignent 75 centimètres de diamètre, évoquent le mouvement du soleil ou le temps qui passe ; elles appartiennent peut-être à une sorte de calendrier rituel ; pour les Pueblos d'aujourd'hui, elles symbolisent les migrations des tribus.

Plusieurs sites de pétroglyphes sont en relation avec les solstices d'été et d'hiver. Ceux de Hovenweep National Monument ou de la butte Fajada (le poignard du soleil) indiquent clairement ce moment de l'année. Les alignements de bâtiments du site archéologique de Chimney Rock prouvent que les Anasazis comprenaient et savaient prévoir le cycle draconitique de la lune, qui dure 18,6 ans.
Les historiens ignorent s'il existait un clergé structuré. On sait que certains personnages recherchaient occasionnellement à provoquer des visions en consommant des plantes hallucinogènes. Des graines de datura ont été retrouvées à Mesa Verde : cette plante toxique provoque des hallucinations. Les cérémonies se pratiquaient sur des autels, dont on a conservé quelques exemplaires en bois peint. Les fouilles ont aussi collecté des bâtons de prière en bois qui étaient offerts aux « esprits ». Le Chaco Canyon semble pour certains historiens, avoir été un grand centre de pèlerinage pour les populations des alentours.
Les anciens Anasazis rendaient un culte au dieu Kokopelli ainsi qu'aux kachinas, des esprits invisibles. Il existait des cérémonies collectives destinées à invoquer les esprits afin qu'ils protègent la communauté. Elles étaient organisées dans les kivas. La religion des Anasazis se rapprochait de l'animisme : on a retrouvé les ossements d'un perroquet ara enterré de façon rituelle à Salmon Ruin, dans le Nouveau-Mexique.
Les kivas étaient des chambres rituelles circulaires creusées dans le sol et recouvertes d'un toit : édifice en partie souterrain, on y descendait par une petite échelle pour pratiquer le culte ou réunir le conseil du village. Un foyer était aménagé au centre et la fumée s'échappait par un conduit de ventilation, doté d'un déflecteur. Les plus grandes pouvaient accueillir plusieurs centaines de personnes qui pouvaient s'asseoir sur des banquettes en pierre. Les grandes kivas de Chaco Canyon avaient un diamètre de dix-huit mètres, et étaient subdivisées selon des points cardinaux. Des fêtes religieuses liées aux cycles agricoles devaient être célébrées dans ces kivas, exclusivement par les hommes.

## Organisation sociale
La société devait probablement ressembler à celle des Pueblos actuels. La société des Anasazis s'organise selon un système matrilocal (le couple s'installe sur le lieu de résidence de la mère de l'épouse) et matrilinéaire. Ce sont les femmes qui possèdent le patrimoine familial, maison et champs. Le mari doit intégrer le clan de sa femme. La femme peut divorcer. Les archéologues ne sont pas certains que les Anasazis vivaient en clans. Ils penchent plutôt pour une organisation égalitaire, sans groupes sociaux hiérarchisés.

## Artisanat et commerce

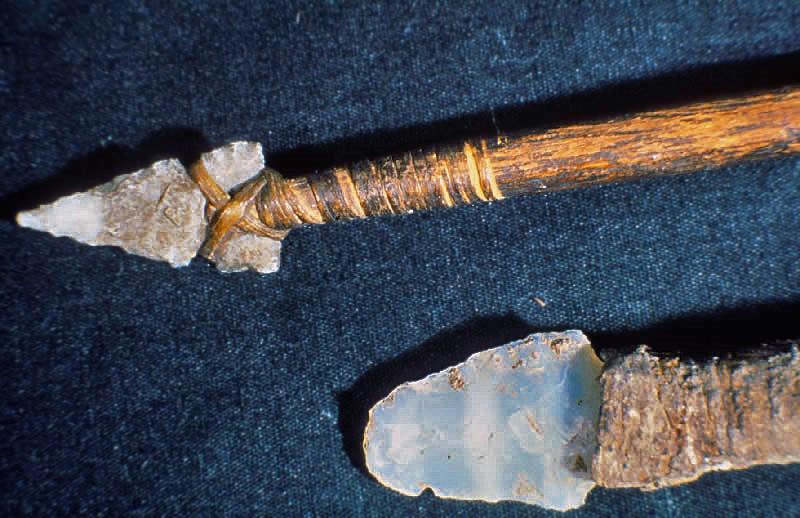
Lance et couteau, Mesa Verde.
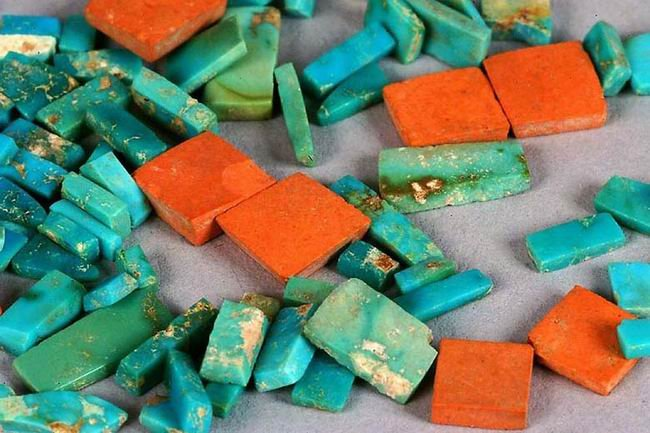
Turquoises retrouvées sur le site anasazi de Chaco Canyon.
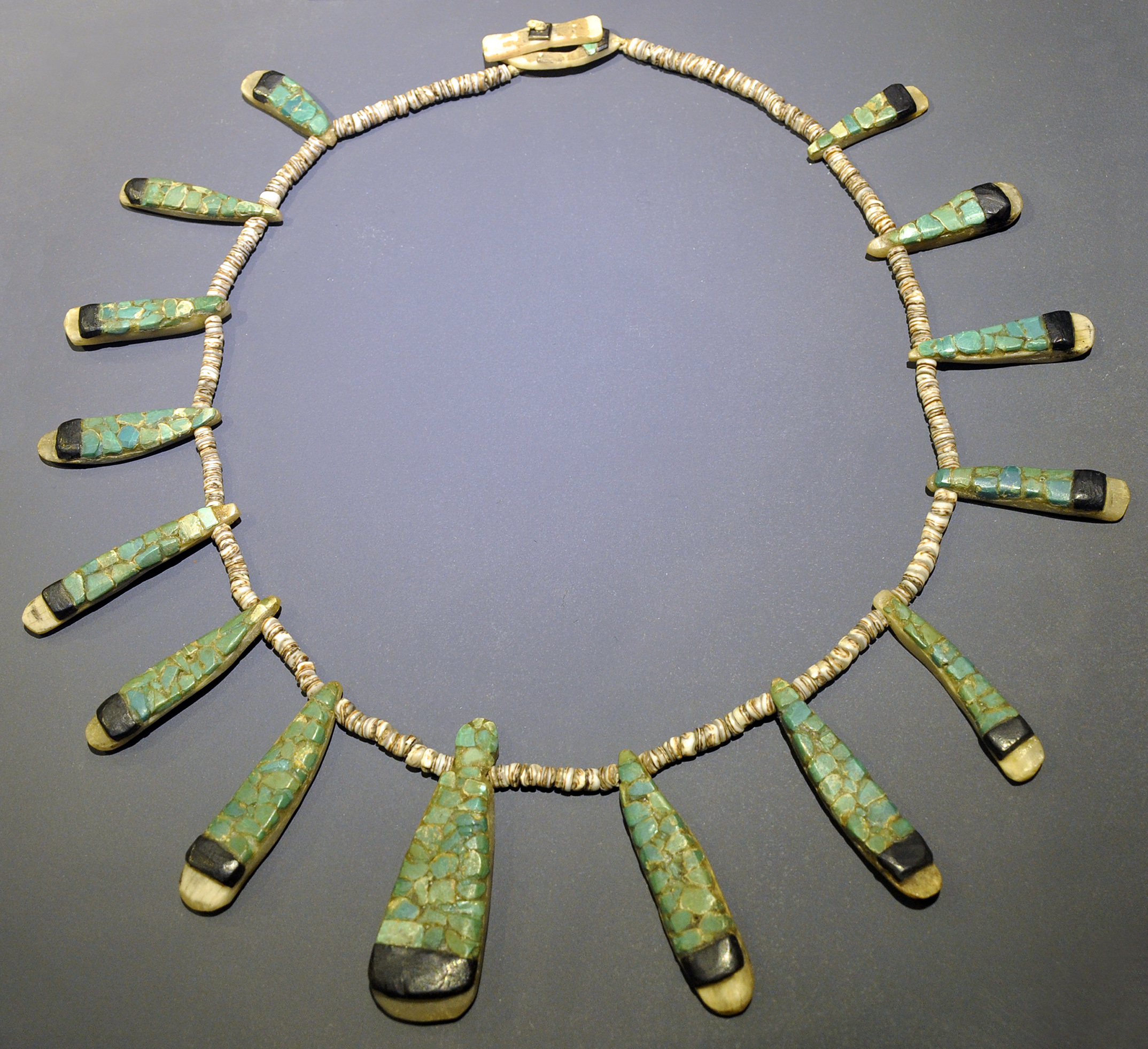
Collier anasazi (1100-1600).
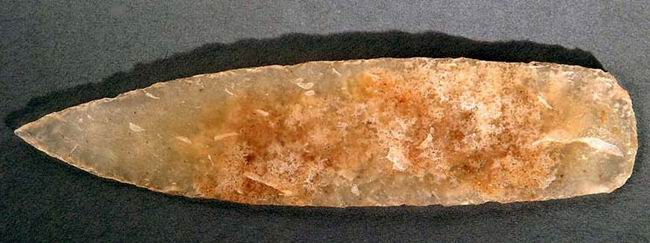
Couteau en calcédoine.
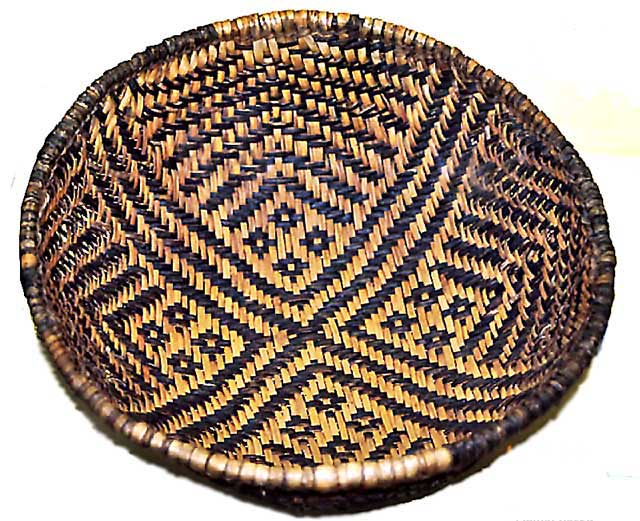
Panier en vannerie (450-750).
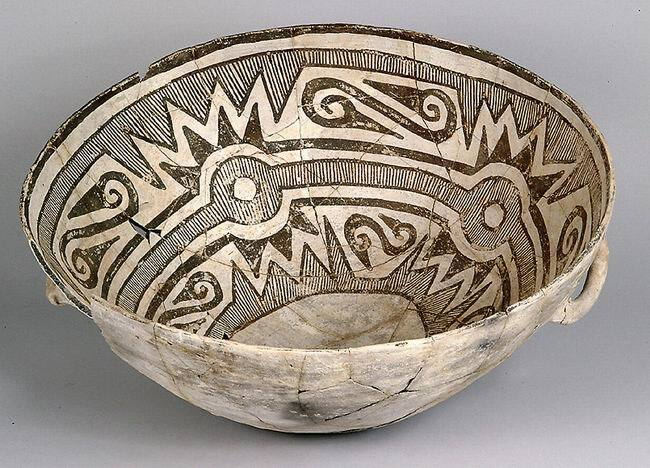
Bol en céramique peinte (1000-1250), Chaco Canyon.
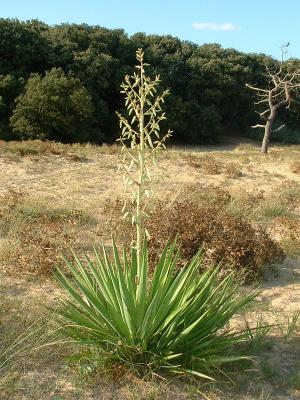
Le yucca était utilisé dans l'artisanat.
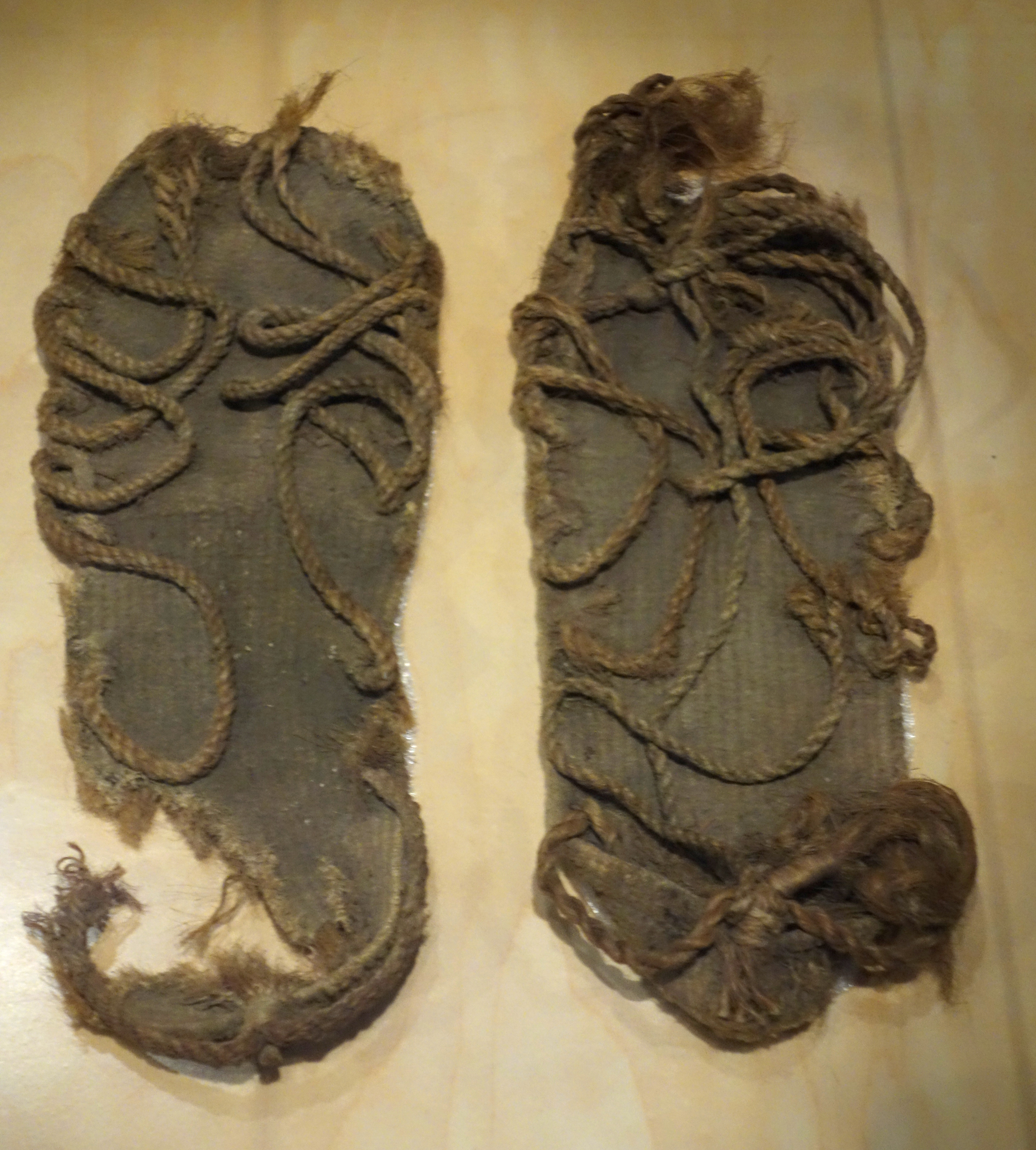
Sandales anasazi en yucca, vieille de 2000 ans.
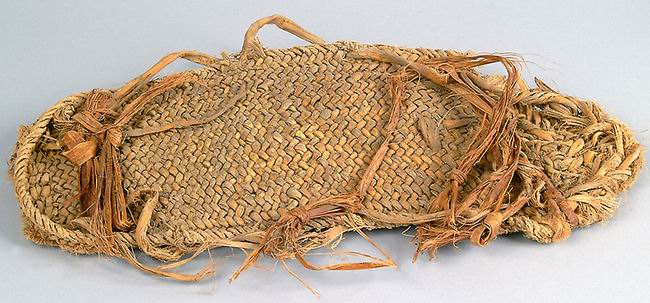
Sandale (1100-1200), Chaco Canyon.
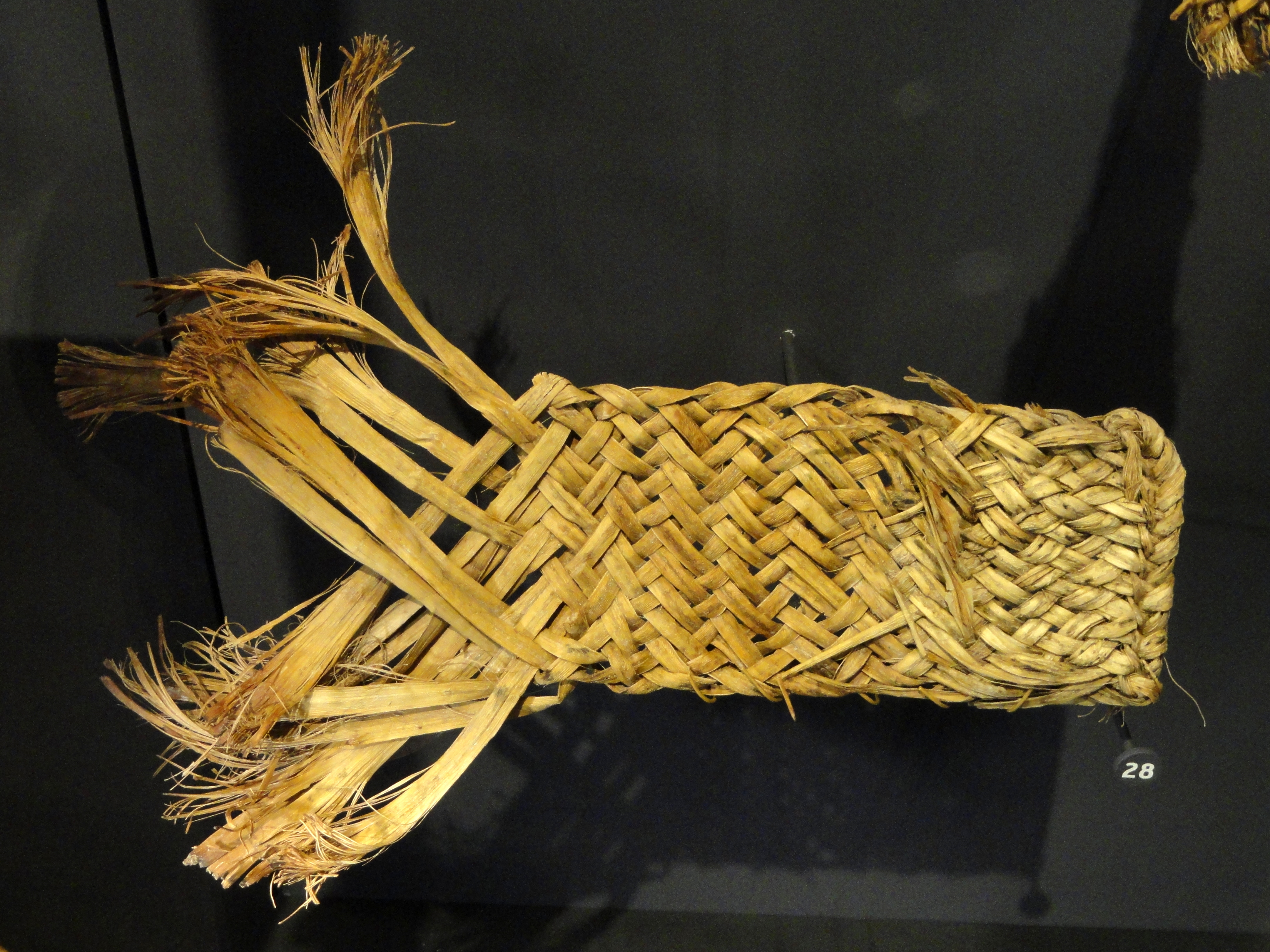
Sandale en sergé tressé (1200-1300).

Les hommes tissaient le coton pour en faire des couvertures et des chemises. Ils utilisaient d'autres fibres végétales (yucca) ou des matières d'origine animale (peaux, fourrures) pour leurs vêtements. Ils portaient des sandales et des mocassins, et probablement des chaussures adaptées à la neige pour l'hiver. Le tissage et le tannage étaient des activités masculines.
Les bijoux étaient courants : colliers, boucles d'oreilles, bracelets, broches, peignes étaient faits en bois, en os, en corail, en jais et en pierres diverses. La turquoise donnait lieu à un commerce florissant et les autochtones lui prêtaient des vertus magiques ; les moins belles étaient utilisées comme monnaie. On a même retrouvé des instruments de musique (flûte en os…).
Les Anasazis faisaient venir des coquillages de Californie, des perles de cuivre du Mexique, du coton, de la fibrolite, des perroquets (aras) du Mexique… Les marchands empruntaient des sentiers qui formaient un réseau assez vaste : 800 km de routes et sentiers ont été mis au jour par les archéologues. Mais il n'y avait pas de véritables routes aménagées pour le commerce, contrairement aux voies de l'empire inca. De plus, les fleuves de la région n'étaient pas navigables et les Anasazis n'avaient pas d'animaux de trait.
Pueblo Bonito, dans le Chaco Canyon, est attesté comme l'un des grands centres de commerce des Anasazis. La région était parcourue par un réseau de voies qui reliaient entre eux une centaine de villages. On ne payait pas avec de l'argent mais en donnant quelque chose en échange : c'est le système du troc.[style à revoir]
Dans la vie quotidienne, les Anasazis se servaient de différents objets, que l'on peut voir aujourd'hui dans les grands musées américains :
- Paniers, corbeilles faits d'osier, yucca, sumac étaient destinés à de multiples usages. Ils étaient par exemple utilisés comme sac à dos pour transporter des outils, des branchages ou de la nourriture.
- Poteries et céramiques : urnes, bols, jarres, pichets, cuillères, petites figurines…
- Outils et armes en pierre (les Anasazis ne maîtrisaient pas les techniques de la métallurgie[3]) : alênes, pointes de flèches, massues, couteaux en obsidienne, haches en fibrolite ou en limonite, outils agricoles rudimentaires (houes, bâtons à fouir[3]).
- Objets pour le tissage du coton, pour coudre le cuir (aiguilles en os).
- Fil (parfois en cheveux), ficelle et cordages (fibres de yucca).

## La route du Nord
Le système de routes chacoanes était étendu et impressionnant. Près de 650 km de routes préhistoriques ont été identifiées. Ce système a relié Chaco à d'autres communautés et région de ressources ce qui a créé également des communications entre ces communautés extérieures. Une des plus longues routes allait vers le nord, menant aux communautés de Salmon et Aztec.
Ces routes n'étaient pas simplement des chemins creusés par des marcheurs durant des centaines d'années. Ces routes étaient planifiées et leur élaboration demandait un investissement important de construction et de maintenance.

## Techniques

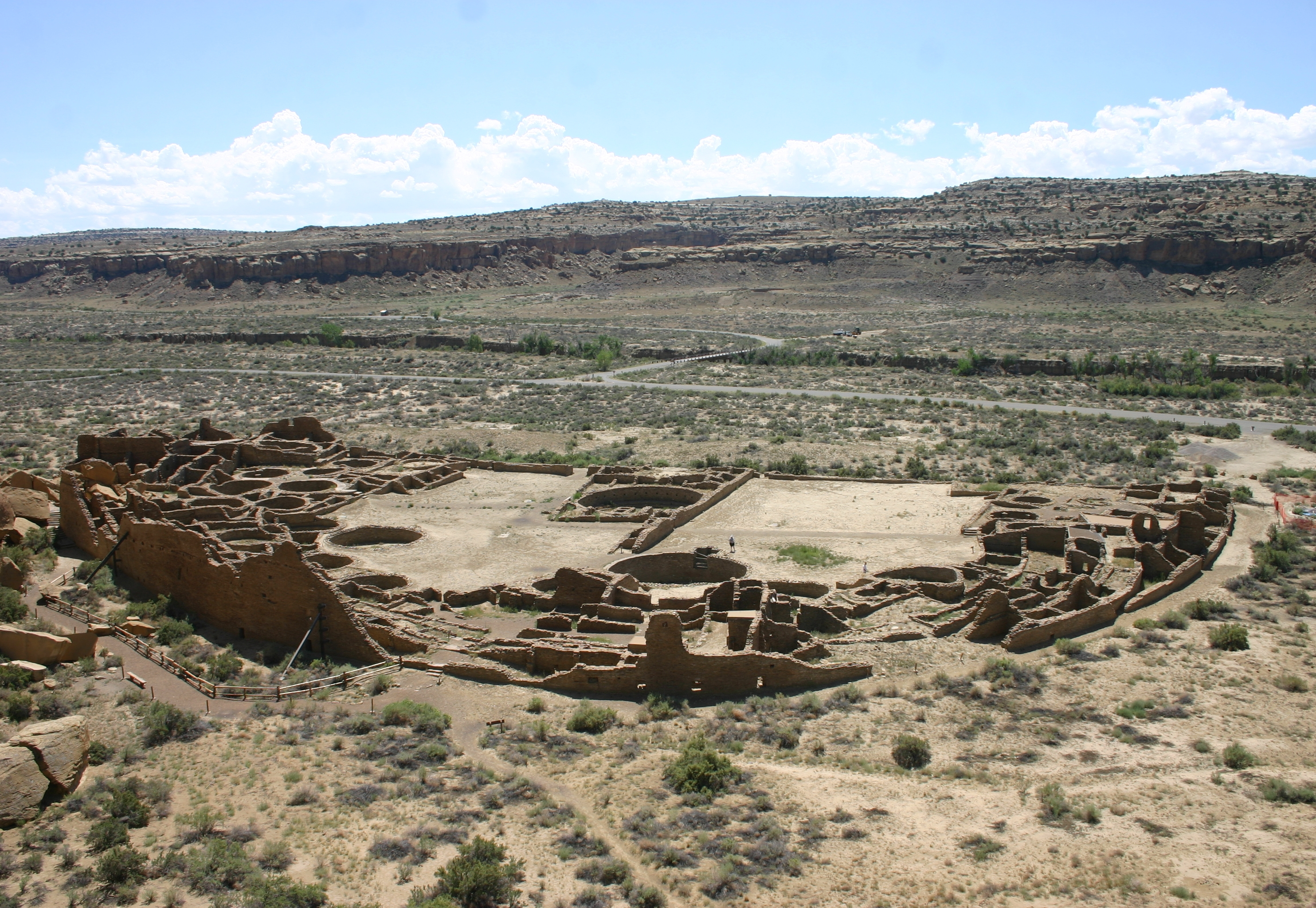
Chaco Canyon.

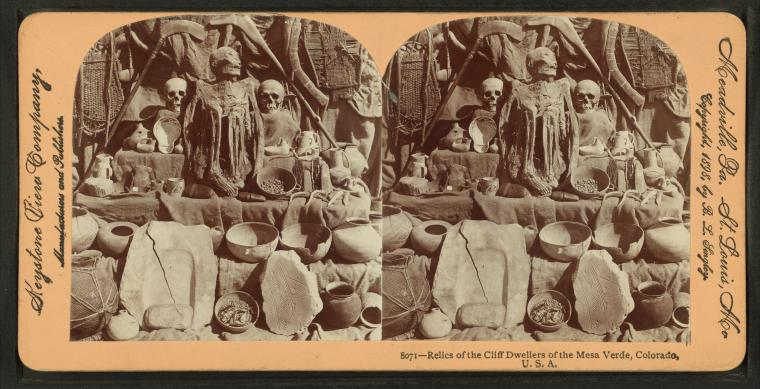
Reliques d'habitants des falaises, Mesa Verde, photographie (1870-1880).

Pour Jerry J. Brody, la culture anasazie est la « mieux connue des cultures préhistoriques du Sud-Ouest américain ». Les Anasazis n'avaient pas d'écriture et ne connaissaient ni la roue, ni la monnaie. Ils ne maitrisaient pas les techniques de la métallurgie et n'ont pas vraiment apporté d'innovation majeure. Leur histoire ne peut se comparer à celle de la Mésoamérique ou des Incas.
Les conquistadors estimaient toutefois qu'un peuple qui tisse le coton était civilisé. La maitrise de l'irrigation, les maisons en pierres et à étages (Pueblo Bonito en compte cinq), les connaissances en astronomie témoignent de savoir-faire notables. Certains villages auraient compté jusqu'à six mille habitants. Les villages du Chaco Canyon étaient si rapprochés qu'ils formaient une sorte de conurbation rassemblant de 15 à 30 000 habitants. Les Anasazis devaient construire, dans des endroits difficilement accessibles, sans animaux de trait ni outils métalliques. Les grandes maisons de Chaco Canyon ont nécessité des centaines de millions de blocs de grès et des centaines de milliers de poutres.

## Sites archéologiques

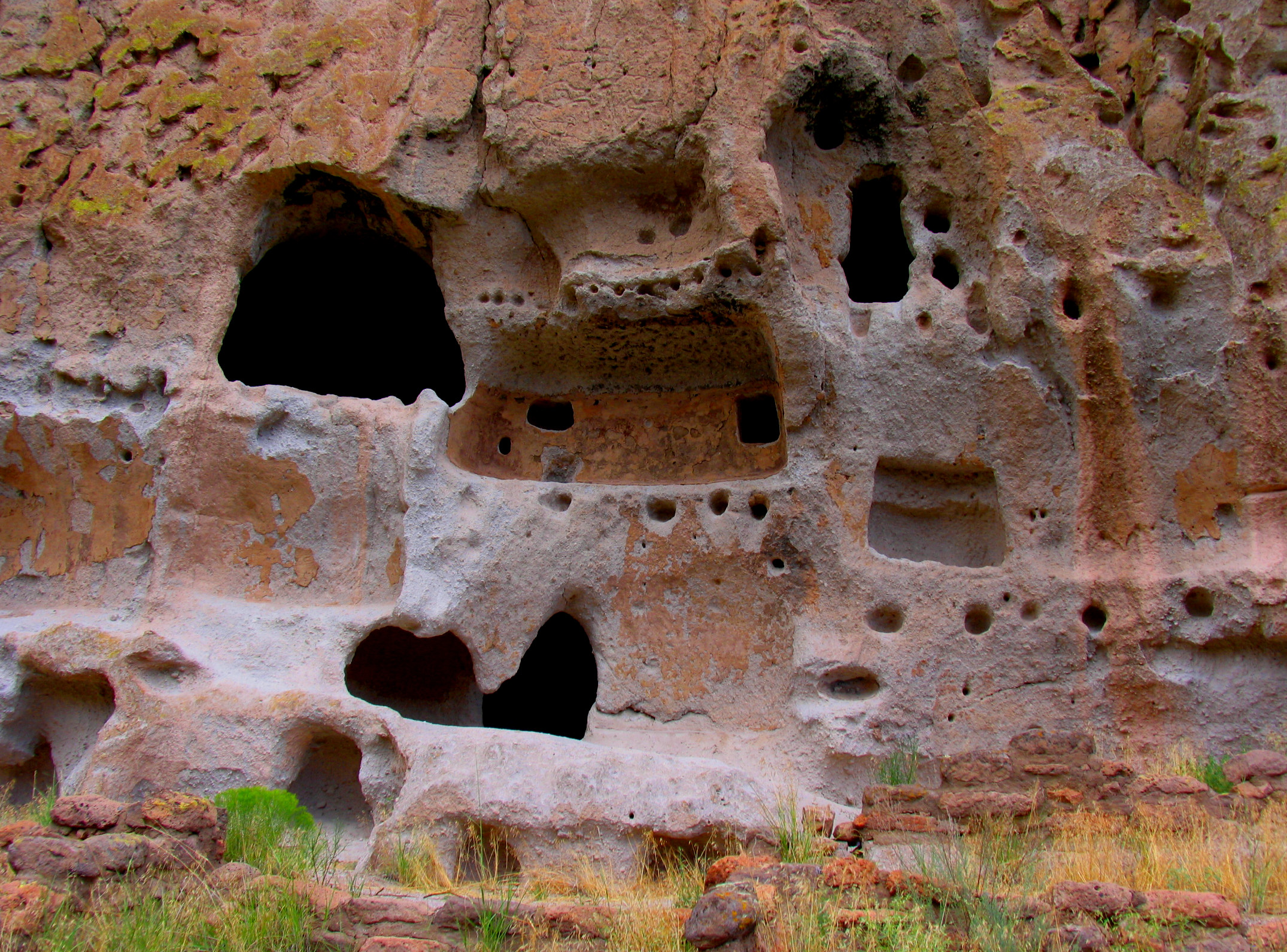
Habitat troglodytique anasazi de Bandelier, Nouveau-Mexique.

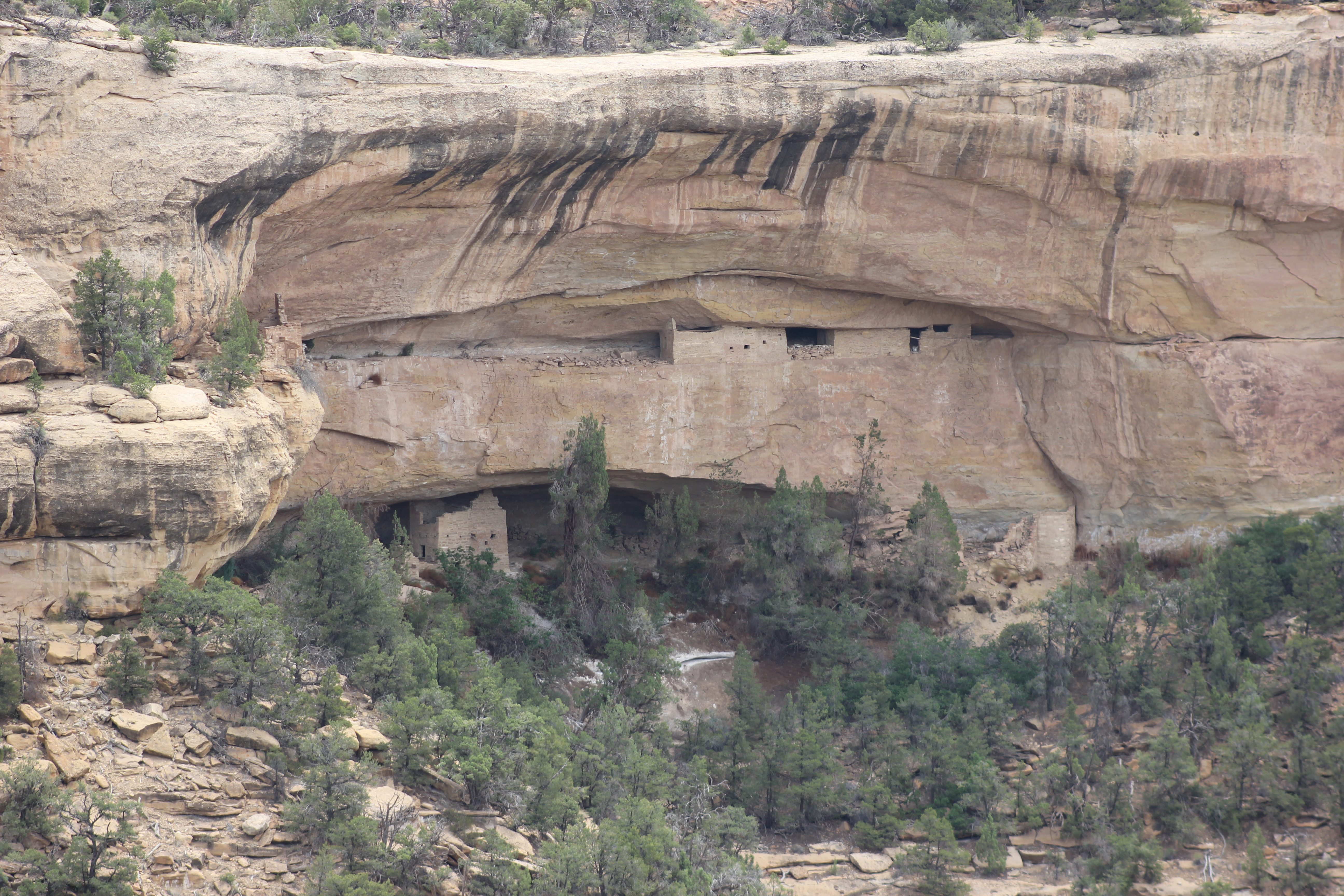
Sunset House, structure troglodytique dans le comté de Montezuma, Colorado.

La région des Four Corners compte quelque 3 900 sites archéologiques parmi lesquels 600 sont troglodytiques.
- Parc national de Mesa Verde : classé au patrimoine mondial (« Avec ses 4 000 sites archéologiques, Mesa Verde constitue aujourd'hui un trésor inestimable pour le monde entier[7] »)
- Chaco Canyon (Nouveau-Mexique), classé au patrimoine mondial
- Aztec Ruins National Monument
- Casa Grande Ruins National Monument
- Gila Cliff Dwellings National Monument
- Monument national du Canyon de Chelly
- Hovenweep National Monument
- Bandelier National Monument
- Montezuma Castle National Monument
- Tuzigoot National Monument
- Wupatki National Monument
- Canyons of the Ancients National Monument
- Mancos (Colorado)
- Tin Cup Mesa (Utah)
- Kuana (Nouveau-Mexique)
- San Gabriel (en) à San Juan Pueblo (en) (Nouveau-Mexique)
- Dolores Valley (500 / 1000)
- Escalante Pueblo
- Agate House Pueblo
- Puerco Pueblo
- Chimney Rock, près de Pagosa Springs (Colorado)

## Dans la culture populaire
- Les tomes 9 à 13 des aventures de Thorgal, de Jean Van Hamme et Grzegorz Rosiński, se déroulent chez les Anasazis (« Cycle du pays Qâ »).
- Gus de Christophe Blain (tome 2 - "Beau bandit"), pages 30 à 31.
- L'épisode 25 de la saison 2 de X-Files s'intitule Anasazi. Une partie de l'épisode 19 de la saison 9 se déroule dans une cité Anasazi. Le peuple Anasazi est présenté comme ayant compris la faiblesse des extraterrestres contre lesquels les protagonistes de la série se battent.
- Les Sortilèges de la cité perdue, de Douglas Preston et Lincoln Child, a pour thème la recherche d'une cité perdue Anasazi, la mythique Quivira.
- Le jeu vidéo Cyclone (aussi appelé Shivers 2), développé par Sierra Entertainment, se déroule en partie dans un canyon et dans des ruines Anasazis où l'on peut voir de nombreux pétroglyphes, et de nombreuses références à leur culture.
- L'épisode 2 saison 1 de la série Supernatural intitulé Wendigo fait référence à des symboles anasazis pour se protéger d'une créature démoniaque, le Wendigo.
- Le tome 4 de la série Rork (Lumière d'étoiles), de Andreas, se déroule dans un pueblo taillé dans la roche faisant penser à Cliff Palace.
- Le Voleur de temps (titre original : A Thief of Time), roman policier américain de Tony Hillerman paru en 1988 ayant trait à la disparition d'une archéologue étudiant les céramiques.
- Le tome 4 et le tome 5 de la série de livres Tara Duncan, de Sophie Audouin-Mamikonian, expliquent que les anasazis ont été enlevés par un dragon pour construire une machine démoniaque, destinée à aspirer la magie puis abandonnée sur le continent interdit. Ils sont finalement devenus pour la plupart des loups-garous.
- Les Anasazis sont un des peuples du continent des « Territoires Inconnus » Enlilkisar dans la série Les Héritiers d'Enkidiev de l'écrivaine québécoise Anne Robillard.
- L'album de bande dessinée Le Spectre aux balles d'or des aventures de Blueberry (de Jean-Michel Charlier et Jean Giraud) se déroule en grande partie dans une cité anasazie déserte, inspirée de Cliff Palace.
- Le roman contemporain Le Canyon Hanté de Louis L'Amour est inspiré des Anasazis et de leurs légendes.
- Le film d'horreur The Darkness les mentionne comme créateurs des galets noirs pour enfermer les mauvais esprits.